# Матич, Петар
Петар Матич Дуле (серб. Петар Матић Дуле; 6 июля 1920, Ириг — 4 октября 2024, Белград) — югославский партизан Второй мировой войны, последний живший Народный герой Югославии.

## Биография
Матич родился 6 июля 1920 года в городе Ириг. Он происходил из богатой фермерской семьи. Окончил начальную школу в своём родном городе и до начала Второй мировой войны занимался сельским хозяйством. Общаясь с молодыми рабочими и студентами, он познакомился с идеями рабочего движения и в 1940 году стал членом Коммунистической партии Югославии.
После Югославской операции и оккупации Королевства Югославия в 1941 году Петар, будучи секретарём Местного комитета, активно работал над организацией Сремского восстания в августе 1941 года, он отвечал за приём заключенных-коммунистов, сбежавших из тюрьмы. После формирования партизанской роты «Ириг», Матич стал её первым политическим комиссаром.
Летом 1942 года, во время крупного наступления противника на Фрушка-Гору, Матич был ранен в ногу во время прорыва. После ухода большей части сремского партизанского отряда в восточную Боснию, он остался в Среме с четвёртым батальоном. В результате он стал его командиром.
В мае 1943 года он был назначен командиром Третьей группы ударных батальонов Воеводины, которые позже сформировали Третью ударную бригаду Воеводины. После неудачного нападения на вражеский гарнизон в Брчко, в ноябре 1943 года, он вернулся в Срем, где принял на себя обязанности командира Сремского партизанского отряда.
В апреле 1944 года он был назначен командиром Шестой ударной бригады «Воеводина». В боях этой бригады с немцами на Фрушка-Горе 17 июля 1944 года он был серьёзно ранен в грудь и вскоре отправлен на лечение в Италию. По возвращении в Югославию он стал командующим оперативной зоной «Срем» в Генеральном штабе Вооруженных сил Воеводины.
После освобождения Белграда в ноябре 1944 года он был направлен на учёбу в Советский Союз, где в 1945 году окончил Высшую военную академию имени Ворошилова. Матич выполнял различные ответственные обязанности в армии Югославии. Он был начальником штаба в Генеральном штабе, помощником Федерального секретаря по национальной обороне СФРЮ и заместителем министра в Федеральном секретариате национальной обороны. Позже он был президентом Комиссии по национальной обороне и общественной самообороне при председателе Центрального комитета Союза коммунистов Югославии. Он вышел в отставку 31 декабря 1980 года в звании генерал-лейтенанта.
Он был полномочным представителем Центрального комитета Коммунистической партии Югославии по делам Югославской народной армии. Он был избран народным депутатом Скупщины Республики Сербия и Федерального собрания нескольких созывов. С 1982 по 1986 год он был членом Президиума Центрального комитета КПИ. Весной 1988 года он был избран президентом Федерального совета Югославии, а в октябре того же года был смещен из-за конфликта с руководством Федеративной Республики Сербия. Позже он вышел из состава Центрального комитета Союза коммунистов Югославии.
Скончался 4 октября 2024 года в Белграде на 105-м году жизни.